# Josua Höschel Schorr

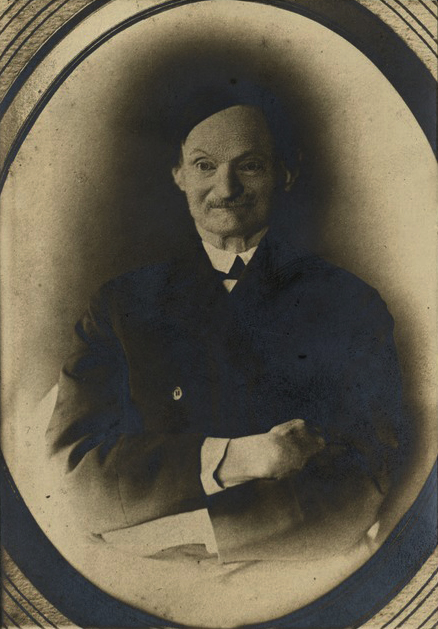

Josua Höschel Schorr oder Osias H. Scorr (hebräisch יהושע השל שור‎; * 18. September 1818 in Brody; † 2. September 1895 ebenda) war ein galizischer Publizist und jüdischer Gelehrter. Schorr wirkte als Talmud- und Bibelkritiker sowie als jüdischer Aufklärer. Er gab das hebräische Jahrbuch he-Chaluz („Vorhut“, seit 1852) heraus und lieferte Beiträge zur Wissenschaft des Judentums. Für seine radikale antirabbinische Ansichten bekannt, wurde er von Raphael Kirchheim „der galizische Voltaire“ genannt.